# Страусс, Ливай
Ливай Страусс (англ. Levi Strauss, при рождении Лёб Штраус — нем. Löb Strauß; 26 февраля 1829[…], Буттенхайм, Королевство Бавария — 26 сентября 1902[…], Сан-Франциско, Калифорния) — американский предприниматель, промышленник, основатель компании Levi Strauss & Co., изобретатель джинсов.

## Биография
Лёб (Лейб) Штраусс родился 26 февраля 1829 года в Буттенхайме, Бавария, в еврейской семье. В 1845 его отец умер от чахотки. В 1847 году Лёб с матерью и двумя сёстрами эмигрировал в США.
В США Лёб сменил своё имя на «более еврейское» Levi (Леви, которое американцы стали произносить «Ливай») и заменил в фамилии немецкое ß («эс-цет») на двойное S. Два его старших брата (Jonas и Louis Löb) переехали в США несколькими годами раньше и уже торговали тканями в Нью-Йорке.
Ливай Страусс начал изучать торговый бизнес и в 1848 году уехал в Кентукки, где работал коммивояжёром — торговал галантереей и инструментами.
В 1849 году в Калифорнии были открыты месторождения золота. Началась золотая лихорадка. На Западное побережье США потянулись тысячи людей.
В 1853 году Страусс привёз товар своих братьев в Сан-Франциско. Весь товар был раскуплен с корабля ещё до захода в порт. Осталась только конопляная парусина. Страусс заказал у портного брюки из этой ткани. Брюки мгновенно раскупили. Ливай и его зять Дэвид Стерн открыли в Сан-Франциско галантерейный магазин. В 1853 году Страусс основал фирму «Levi Strauss & Co.». Вместо конопляной парусины штаны начали шить из более мягкой французской ткани, которую называли «деним» (то есть из города Ним в Южной Франции, где эта ткань первоначально изготовлялась).
20 мая 1873 года Страусс и эмигрант из Российской империи Джейкоб Дэвис получили патент на штаны с металлическими заклёпками на карманах. В первый год Страусс продал 21 000 пар штанов и курток с медными заклёпками.
Ливай Страусс умер 26 сентября 1902 года. Компания «Levi Strauss & Co.» перешла по наследству племянникам.